# Fort-Moville
Fort-Moville är en kommun i departementet Eure i regionen Normandie i norra Frankrike. Kommunen ligger i kantonen Beuzeville som tillhör arrondissementet Bernay. År 2022 hade Fort-Moville 510 invånare.

## Befolkningsutveckling
Antalet invånare i kommunen Fort-Moville
Referens:INSEE